# Kalika (mjesec)
Kalika (također Jupiter XXIII) je prirodni satelit planeta Jupiter, iz grupe Carme. Retrogradni nepravilni satelit s oko 5.2 kilometara u promjeru i orbitalnim periodom od 721.021 dana.